# Lapin chasseur
Pour plus de détails, voir Fiche technique et Distribution.
Lapin chasseur (Hare Force) est un cartoon Merrie Melodies réalisé par Friz Freleng en 1944 mettant en scène Bugs Bunny et un chien. Il est sorti le 22 juillet 1944.

## Synopsis
Chez une vieille dame, un chien nommé Sylvester se repose devant la cheminée. La vieille dame découvre Bugs inanimé devant la porte après qu'il a sonné. Le chien, fou de jalousie, remet Bugs dehors, mais le lapin le roule en lui faisant croire qu'il est congelé. Sylvester se fait mettre dehors avant que la vieille dame ne l'appelle. Bugs ramène le chien gelé. Sylvester se fait remettre dehors en voulant se battre avec Bugs. Le chien berne le lapin mais ce dernier le roule à son tour et finalement c'est la vieille dame qui est mise dehors.